# Grovesinia pyramidalis
Grovesinia pyramidalis är en svampart som beskrevs av M.N. Cline, J.L. Crane & S.D. Cline 1983. Grovesinia pyramidalis ingår i släktet Grovesinia och familjen Sclerotiniaceae.   Inga underarter finns listade i Catalogue of Life.